# Siergiej Wołkonski
Siergiej Wołkonski (ros. Серге́й Григо́рьевич Волко́нский, ur. 27 listopada?/8 grudnia 1788 w Moskwie, zm. 28 listopada 1865) – rosyjski książę, wojskowy (generał major), uczestnik powstania  dekabrystów.

## Życiorys
Jego matką była dama dworu carycy Katarzyny Wielkiej, córka Nikołaja Repnina Aleksandra. Ojciec książę Gieorgij Wołkoński był generałem kawalerii i tajnym radcą. Siergiej ukończył Korpus Paziów, a potem został członkiem gwardii cesarskiej. 
Brał udział w wojnach z Napoleonem w latach 1813-1814. Awansowany na stopień generała. W roku 1821 wstąpił do tajnego związku dekabrystów, organizacji mającej na celu wprowadzenie republikańskich reform w Rosji. Związał się z jego radykalnym skrzydłem tzw. Związku Południowego planującym m.in. likwidację caratu i zabicie cara. 26 grudnia 1825 r. dekabryści doprowadzili do wybuchu powstania skierowanego przeciw kandydaturze Mikołaja I, a popierającego kandydaturę wielkiego księcia Konstantego na cara. Po klęsce powstania książę Wołkonski został skazany na śmierć, ale car Mikołaj I zamienił wyrok na dożywotnią katorgę na Syberii, a potem, w 1836 na zesłanie, najpierw  w wiosce Urik w pobliżu Irkucka, a od 1845 w samym Irkucku. Wraz z mężem na Sybir dobrowolnie pojechała jego żona, Maria. Po śmierci cesarza Mikołaja I Wołkonski otrzymał zgodę na powrót do europejskiej części Rosji i powrócił tam w roku 1856. Zamieszkał w majątku swojego zięcia w Woronkach (obecnie obwód czernihowski) i tam zmarł 28 listopada 1865 roku. Został pochowany na miejscowym cmentarzu obok zmarłej dwa lata wcześniej żony. Nad nagrobkami córka wzniosła kaplicę, która została zniszczona w czasach sowieckich. W 1975 roku w tym miejscu wzniesiono pomnik upamiętniający dekabrystów i pamiątkowe nagrobki z płaskorzeźbami Marii i Siergieja.
W 1825 roku Siergiej ożenił się z Marią, córką generała Nikołaja Rajewskiego. 